# レオナルド・ナシメント・ジ・アラウージョ
レオナルド・ナシメント・ジ・アラウージョ（Leonardo Nascimento de Araújo、1969年9月5日 - ）はブラジル出身の元サッカー選手、現サッカー指導者。現役時代のポジションはMFおよびDF。愛称はレオ。
17歳でプロ契約を結び、バレンシアで活躍を見せ、24歳で欧州のビッグクラブのオファーを断りジーコが在籍していた鹿島アントラーズに加入、名門・アントラーズの礎を築き、その後、欧州に移籍した。Jリーグでプレーした後に、欧州のビッグクラブに移籍した唯一の外国籍選手である。ブラジル代表の一員として、1994年、1998年と2度のワールドカップに出場し、優勝と準優勝を1度ずつ経験した。

## 選手経歴

### クラブ
15歳でフラメンゴのユースに入団し、17歳でトップチームでデビューを果たした。当時のフラメンゴにはジーコ、ジュニオール、レアンドロ、ベベットなどの名選手が在籍しており、デビューイヤーのブラジル全国選手権で優勝した。
1990年、サンパウロFCに移籍すると、彼やライー、その他の若きタレントたちはテレ・サンタナ監督からesquadrão tricolorと呼ばれ、自身2度目の全国選手権制覇を果たした。1991年にはスペインのバレンシアCFに移籍、ここで確固たる地位を築き、FCバルセロナやミランも興味を示していたが2年後の1993年にテレ・サンタナ監督の希望でサンパウロFCに復帰、移籍したライーに代わる10番として、同年のコパ・リベルタドーレスで優勝し、インターコンチネンタルカップでは後に移籍することになるACミランと対戦、トニーニョ・セレーゾのゴールをアシストしてクラブ世界一に貢献した。
鹿島アントラーズ
1994年、FCバルセロナ、ミランなどからオファーを受けたが、ジーコからの誘いを受け、Jリーグの鹿島アントラーズに移籍を選んだ。1994年8月13日のヴェルディ川崎戦でJリーグ初ゴールを決めた。1995年のJリーグ・ニコスシリーズでは、第10節の柏レイソル戦から第13節のベルマーレ平塚戦まで4試合連続ゴール、このうち3試合連続で2ゴールを記録した。同年11月1日、第19節横浜F戦で決めた、5回のリフティングでディフェンダーを振り切った末のシュートは語り草となっており、2013年のJリーグ20周年企画「Jクロニクルベスト」では、過去20年のベストゴール第1位に選出された。
1996年のJリーグカップ4回戦、2ndレグ、名古屋グランパス戦で決めたゴールが鹿島でのラストゴールとなった。鹿島での最後の出場は7月10日のJリーグカップ5回戦、ヴェルディ川崎戦の2ndレグ。3年間でリーグ戦通算49試合出場30得点という成績を残した。1996年にはフランスの名門パリ・サンジェルマンFCから移籍のオファーが来たため、鹿島を離れ難い心境からジーコに相談したところ、ジーコはレオナルドの将来を考え移籍を勧めた。同年のJリーグオールスターサッカーに出場しMIP賞を受賞、出場選手全員から胴上げをされ、日本を離れた。本人は2002年のワールドカップに出場した後は再び日本でプレーすることが夢であると話していた。
その後、1999年10月、ロベルト・バッジョと共に国立霞ヶ丘競技場で開催されたJOMOカップのゲストプレイヤーとして来日。外国籍選手選抜チームである「ワールドドリームス」の一員として参加し、久しぶりに日本のファンの前でプレーした
PSG
1996年夏、移籍したユーリ・ジョルカエフの代役として、パリ・サンジェルマンFCに移籍し、UEFAカップウィナーズカップ準決勝のリヴァプールFC戦ではチームを勝利に導くゴールを決めて決勝進出に貢献した。ここでは左サイドバックではなく、左サイドハーフやプレーメーカーなど中盤のポジションでプレーすることが多かった。
ACミラン
1997年夏、数年間に渡って獲得を試みていたイタリアのACミランに移籍金850万ユーロで移籍した。卓越したプレーを見せ、1998-99シーズンは股関節炎のためフル出場は少ないものの、27試合12得点を記録してリーグ制覇に貢献した。4シーズンで177試合に出場して22得点を決め、ブラジル帰国を決めた2001年、ミラノでのホーム最終戦では、選手全員に「ありがとう、レオ」のTシャツを着て送り出された。去り際に「（移籍しても次は）イタリアでは絶対にプレーしない。マルディーニやバレージがいなかったとしても、ミラン相手に戦えない」という言葉を残した。ACミラン退団後は母国のサンパウロFCやフラメンゴでプレーし、一度は現役を引退するものの、シルビオ・ベルルスコーニ会長、アドリアーノ・ガッリアーニ副会長からの強い要望により、2002年10月から短期間だけACミランでプレー、リーグ戦1試合、コッパ・イタリア4試合に出場して現役生活を終え、ミランのフロント入り。

### ブラジル代表
1990年にはブラジル代表デビューを果たした。1994 FIFAワールドカップメンバーには左サイドバックとしてプレーした。初戦は好プレーを見せたが、決勝トーナメント1回戦のアメリカ戦で、相手MFタブ・ラモスと競り合った際の動きが相手顔面への肘打ちと判定され、退場およびワールドカップの残り全試合出場停止処分を受けた。1997年、背番号10を背負い同年のコパ・アメリカでは中心選手として優勝に貢献した。
1998年のフランスワールドカップでは本来のポジションである左サイドではなく、右サイドのMFとして7試合全てに出場したが、決勝のフランス戦では2点のビハインドを追う中で後半途中で交代、チームは0-3の敗戦を喫した。グループリーグのモロッコ戦では彼のシュートがネットを揺らしたが、オフサイドの判定によりゴールは認められなかった。
2001年8月、約2年ぶりに代表複帰、パナマ戦ではキャプテンを任された。
同年9月5日、日韓ワールドカップ予選、アルゼンチン戦にベンチいるしたのを最後にブラジル代表を退いた。通算60試合出場8得点という記録を残した。

## 現役引退後
現役引退後は副会長補佐としてACミランに籍を残し、2003年にクラブの出資により設立された慈善財団ファンダツィオーネ・ミランのゼネラルセクレタリーを務めた。スカウトやエージェントとしても働き、カカやアレシャンドレ・パトの獲得に貢献した。2005年頃、右腕に日本語で「全てに感動を」というタトゥーを入れ、「これで本当に日本とつながっている気がする」と語っている。2006年のドイツワールドカップ時には、マルセル・デサイーとともにイギリスのBBCテレビの解説を務めた。2007年6月1日には、ウェンブリー・スタジアムのこけら落としとなるイングランド対ブラジル戦でアラン・ハンセンやアラン・シアラーとともに解説を務めた。2008年初頭、ACミランのテクニカル・ディレクターに就任した。同年後半には12年間住んでいるイタリアの市民権を取得した。

### 指導者として
2009年6月1日、レオナルドはチェルシーFCに移ったカルロ・アンチェロッティの後任としてACミランの監督に就任。2009-10シーズン序盤はライバルのインテル・ミラノに0-4で大敗し、解任も噂された。第8節のASローマ戦を迎えた時点で10位と低迷していたが、独特の4-2-1-3システム（4-2-ファンタスティック、4-2-ファンタジアとも表現される）を採用して徐々に成績を上げた。UEFAチャンピオンズリーグではサンティアゴ・ベルナベウの地で初めてレアル・マドリードを破り、リーグ戦ではアウェーのユヴェントス戦に3-0で快勝した。UEFAチャンピオンズリーグは決勝トーナメント1回戦でマンチェスター・ユナイテッドFCに2試合合計2-7 (2-3, 0-4) で大敗を喫し、ベスト16に終わった。リーグ戦は前半戦を終えた時点で首位インテルから6ポイント差につけ、後半戦もUEFAチャンピオンズリーグ出場権内の4位以内を維持していたが、2010年5月14日にシーズン限りでの監督退任が発表された。
2010年12月、シーズン途中で解任されたラファエル・ベニテスの後任としてインテル・ミラノの監督に就任、同シーズン最終戦となるコパ・イタリア決勝戦にて3-1でパレルモを破り監督としての初タイトルを手にした。
2011年1月、ACチェゼーナから長友佑都を獲得。
2011年東北地方太平洋沖地震に際し、次のような激励のメッセージを発した。
| 「被害に見舞われた日本のみなさんとの団結や結束を表現するために、我々は喪章をつけてブレシア戦に臨むことを決意し、ブレシア側も我々の意向を快く受け入れてくれた。それは、とてもささやかな行為だし、問題の解決には結びつかないかもしれない。でも、我々はそうすべきであると判断したんだ」「我々はよく、サッカーが世界で最も重要なものであるかのような話をするけれど、今回のような悲劇、日本を襲った悲劇は、我々に現実の世界を、何が重要かを思い知らせる。もしかすると、私は今日の試合で采配を誤ったかもしれない。だが、日本で起こったことを考えると、すべてがささいなことに思えてしまう……」「残念ながら、今の気持ちをうまく説明するための言葉が思い浮かんでこないが、私にとってとても身近で、とても大切な日本を襲った悲劇が一日も早く終息することを心より願っている」 |

### フロント入り
2011年、シーズン終了後、インテル・ミラノの監督を退任し、パリ・サンジェルマンのスポーツディレクターに就任。翌2012年にACミランでの先任監督であったカルロ・アンチェロッティを招聘して監督に据えた。同年の夏には豊富な資金を背景にズラタン・イブラヒモビッチ、チアゴ・シウヴァなどの大型補強を行う。
2013年、四年来の交際があり既に息子を儲けていた恋人にTV番組中にて公開プロポーズを行った。
5月5日のヴァランシエンヌFC戦でチアゴ・シウバに対するレッドカードの判定に不満を持ち、試合終了後審判にショルダーチャージを行ったとして、9か月の職務停止処分を受けた。
7月10日、8月末でのディレクター退任を発表。

### 監督復帰
2017年9月28日、トルコのアンタルヤスポルの監督に就任した。しかし12月7日、契約を解除した。

### ミラン復帰
2018年7月25日、古巣ACミランのスポーツディレクターに就任。ユヴェントスFCとの取引でゴンサロ・イグアインの獲得およびレオナルド・ボヌッチとマッティア・カルダラの交換トレードを成立させた。冬の移籍市場でも、ルーカス・パケタやクシシュトフ・ピョンテクらの獲得したが、ミランはリーグ戦5位に終わり、チャンピオンズリーグの出場権を逃した。その責任を取り、2019年5月28日にスポーツディレクターを辞任した。

### パリ・サンジェルマン復帰
2019年6月14日、パリ・サンジェルマンのスポーツディレクターに就任した。2022年6月に同職を解雇された。

## 個人成績

### クラブ
| 国内大会個人成績 | 国内大会個人成績 | 国内大会個人成績 | 国内大会個人成績 | 国内大会個人成績 | 国内大会個人成績 | 国内大会個人成績 | 国内大会個人成績 | 国内大会個人成績 | 国内大会個人成績 | 国内大会個人成績 | 国内大会個人成績 |
| 年度             | クラブ           | 背番号           | リーグ           | リーグ戦         | リーグ戦         | リーグ杯         | リーグ杯         | オープン杯       | オープン杯       | 期間通算         | 期間通算         |
| 年度             | クラブ           | 背番号           | リーグ           | 出場             | 得点             | 出場             | 得点             | 出場             | 得点             | 出場             | 得点             |
| ブラジル         | ブラジル         | ブラジル         | ブラジル         | リーグ戦         | リーグ戦         | ブラジル杯       | ブラジル杯       | オープン杯       | オープン杯       | 期間通算         | 期間通算         |
| ---------------- | ---------------- | ---------------- | ---------------- | ---------------- | ---------------- | ---------------- | ---------------- | ---------------- | ---------------- | ---------------- | ---------------- |
| 1987             | フラメンゴ       |                  |                  | 18               | 0                |                  |                  |                  |                  |                  |                  |
| 1988             | フラメンゴ       |                  |                  | 18               | 0                |                  |                  |                  |                  |                  |                  |
| 1989             | フラメンゴ       |                  |                  | 16               | 0                |                  |                  |                  |                  |                  |                  |
| 1990             | サンパウロ       |                  |                  | 18               | 0                |                  |                  |                  |                  |                  |                  |
| 1991             | サンパウロ       |                  |                  | 22               | 1                |                  |                  |                  |                  |                  |                  |
| スペイン         | スペイン         | スペイン         | スペイン         | リーグ戦         | リーグ戦         | 国王杯           | 国王杯           | オープン杯       | オープン杯       | 期間通算         | 期間通算         |
| 1991-92          | バレンシア       |                  | プリメーラ       | 37               | 3                |                  |                  |                  |                  |                  |                  |
| 1992-93          | バレンシア       |                  | プリメーラ       | 34               | 3                |                  |                  |                  |                  |                  |                  |
| ブラジル         | ブラジル         | ブラジル         | ブラジル         | リーグ戦         | リーグ戦         | ブラジル杯       | ブラジル杯       | オープン杯       | オープン杯       | 期間通算         | 期間通算         |
| 1993             | サンパウロ       |                  |                  | 13               | 0                |                  |                  |                  |                  |                  |                  |
| 日本             | 日本             | 日本             | 日本             | リーグ戦         | リーグ戦         | リーグ杯         | リーグ杯         | 天皇杯           | 天皇杯           | 期間通算         | 期間通算         |
| 1994             | 鹿島             | -                | J                | 9                | 7                | 0                | 0                | 1                | 0                | 10               | 7                |
| 1995             | 鹿島             | -                | J                | 28               | 17               | -                | -                | 3                | 1                | 31               | 18               |
| 1996             | 鹿島             | -                | J                | 12               | 6                | 10               | 5                | -                | -                | 22               | 11               |
| フランス         | フランス         | フランス         | フランス         | リーグ戦         | リーグ戦         | F・リーグ杯      | F・リーグ杯      | フランス杯       | フランス杯       | 期間通算         | 期間通算         |
| 1996-97          | パリSG           |                  | アン             | 32               | 7                |                  |                  |                  |                  |                  |                  |
| 1997-98          | パリSG           | 7                | アン             | 2                | 0                |                  |                  |                  |                  |                  |                  |
| イタリア         | イタリア         | イタリア         | イタリア         | リーグ戦         | リーグ戦         | イタリア杯       | イタリア杯       | オープン杯       | オープン杯       | 期間通算         | 期間通算         |
| 1997-98          | ミラン           | 30               | セリエA          | 27               | 3                |                  |                  |                  |                  |                  |                  |
| 1998-99          | ミラン           | 18               | セリエA          | 27               | 12               |                  |                  |                  |                  |                  |                  |
| 1999-00          | ミラン           | 18               | セリエA          | 20               | 4                |                  |                  |                  |                  |                  |                  |
| 2000-01          | ミラン           | 18               | セリエA          | 22               | 3                |                  |                  |                  |                  |                  |                  |
| ブラジル         | ブラジル         | ブラジル         | ブラジル         | リーグ戦         | リーグ戦         | ブラジル杯       | ブラジル杯       | オープン杯       | オープン杯       | 期間通算         | 期間通算         |
| 2001             | サンパウロ       |                  |                  | 12               | 0                |                  |                  |                  |                  |                  |                  |
| 2002             | フラメンゴ       |                  |                  | 8                | 3                |                  |                  |                  |                  |                  |                  |
| イタリア         | イタリア         | イタリア         | イタリア         | リーグ戦         | リーグ戦         | イタリア杯       | イタリア杯       | オープン杯       | オープン杯       | 期間通算         | 期間通算         |
| 2002-03          | ミラン           | 33               | セリエA          | 1                | 0                |                  |                  |                  |                  |                  |                  |
| 通算             | ブラジル         | ブラジル         |                  | 125              | 4                |                  |                  |                  |                  |                  |                  |
| 通算             | スペイン         | スペイン         | プリメーラ       | 71               | 6                |                  |                  |                  |                  |                  |                  |
| 通算             | 日本             | 日本             | J                | 49               | 30               | 10               | 5                | 4                | 1                | 63               | 36               |
| 通算             | フランス         | フランス         | アン             | 34               | 7                |                  |                  |                  |                  |                  |                  |
| 通算             | イタリア         | イタリア         | セリエA          | 97               | 22               |                  |                  |                  |                  |                  |                  |
| 総通算           | 総通算           | 総通算           | 総通算           | 376              | 69               |                  |                  |                  |                  |                  |                  |

## 代表歴

### 出場大会
- 1994年 - FIFAワールドカップ アメリカ大会 (優勝、背番号16)
- 1997年 - コパ・アメリカ1997 (優勝)
- 1997年 - FIFAコンフェデレーションズカップ (優勝)
- 1998年 - FIFAワールドカップ フランス大会 (2位、背番号18)

### 試合数
- 国際Aマッチ 56試合 7得点（1990年-2001年）[29]

| ブラジル代表 | 国際Aマッチ | 国際Aマッチ |
| 年           | 出場        | 得点        |
| ------------ | ----------- | ----------- |
| 1990         | 2           | 0           |
| 1991         | 3           | 0           |
| 1992         | 0           | 0           |
| 1993         | 2           | 0           |
| 1994         | 9           | 0           |
| 1995         | 7           | 2           |
| 1996         | 3           | 0           |
| 1997         | 17          | 4           |
| 1998         | 9           | 0           |
| 1999         | 2           | 1           |
| 2000         | 0           | 0           |
| 2001         | 2           | 0           |
| 通算         | 56          | 7           |

## 獲得タイトル

### 個人
- 2023年 - J30ベストアウォーズ ベストゴール (テクニカル部門 [トラップ、ドリブル、ループ等] )

## 関連書籍
- 『レオナルド自伝 - いつも感動とともに』、1999年、ビクターエンタテインメント、ISBN 4893891596